# Jerzy Dajewski
Jerzy Dajewski (ur. 16 kwietnia 1922 we Lwowie, zm. 6 listopada 2017 w Zakopanem) – polski architekt.

## Życiorys
Był członkiem Oddziału Kraków Stowarzyszenia Architektów Polskich. Jako architekt związany był z Zakopanem, gdzie był autorem szeregu obiektów o charakterze socmodernistycznym (architektura fisowska) w tym między innymi projektu zrealizowanej w latach 1961–1962 restauracji „Wierchy” z wnętrzami autorstwa Teresy Lisowskiej-Gawłowskiej oraz wybudowanego w 1970 budynku „Orbisu” przy ul. Krupówki w Zakopanem, a także zrealizowanego w latach 1963–1965 domu wczasowego „Panorama” i budynku Polskiego Instytutu Hydrometeorologicznego na Równi Krupowej w Zakopanem z 1966. Jerzy Dajewski był także współautorem hotelu „Helios” w Zakopanem, który zaprojektował wraz z Jerzym Dobrzańskim oraz osiedla Kasprusie, które zaprojektował z Zenonem Remi, Stanisławem Tylką oraz urbanistyką Zofią Szpakowską. Był mężem Wiesławy Dzięciołowskiej-Dajewskiej, również architekta. Zmarł 6 listopada 2017 i został pochowany na cmentarzu przy ul. Nowotarskiej w Zakopanem.